# Mana-Yood-Sushai
MĀNA-YOOD-SUSHĀĪ es una deidad de ficción en la obra de Lord Dunsany, principalmente en Los dioses de Pegãna, pero también lo menciona en una obra posterior: El tiempo y los dioses. En estos libros es el primer dios y creador de todos los demás dioses.
La primera descripción de él es la siguiente:

Antes de que los Dioses ocuparan el Olimpo, y antes de que Alá fuera  Alá, había trabajado MANA- YOOD - SUSHĀĪ, y se había retirado a descansar.
 

Aparece por primera vez al principio de Los dioses de Pegãna,

En las brumas anteriores al Comienzo, el Destino y el Azar echaron suertes para decidir a quién tocaba jugar; y el ganador traspuso las brumas, fue a MANA - YOOD- SUSHĀĪ, y dijo: " Ahora haz dioses para Mí, pues yo he ganado, y he de ser Yo el que Juegue".
Quién había ganado, y si fue el Destino o el Azar quien traspuso las brumas anteriores al comienzo y fue ante MANA - YOOD- SUSHĀĪ, nadie lo sabe
 

En la mitología de los libros, creó a los dioses y luego se echó a dormir, se mantiene así por el tamborileo constante de Skarl el tamborilero, ya que cuando se despierte destruirá el mundo y todos los otros dioses y los creará de nuevo. Nadie puede orar a MANA - YOOD - SUSHĀĪ, ya que cualquier oración le despertaría de su sueño - incluso sus propios sacerdotes tienen prohibido rezarle. Sin embargo, a pesar de esto, un día se despertará y se acabará el mundo:

Pero cuando al fin el brazo de Skarl deje de batir su tambor, el silencio sobresaltará a toda Pegana como el trueno en una caverna, y acabará el descanso de  MANA - YOOD - SUSHĀĪ